# Tony Pastor
Pour les articles homonymes, voir Pastor.
Antonio Pastor (né le 28 mai 1837 à New-York – décédé le 26 août 1908 à Elmhurst dans l'État de New York) était un imprésario et un chanteur comique américain originaire de Brooklyn. Antonio Pastor était également un interprète de variété et propriétaire d'un théâtre devenu l'un des piliers du music-hall américain au milieu du XIXe siècle, le Tony Pastor's Music House. Les éléments les plus forts de ses attractions étaient marqués par le jingoïsme patriotique américain avec un engagement puissant pour attirer une assistance de tous bords ce qui fut révolutionnaire dans les salles de spectacle de cette époque.

## Biographie
Très jeune, Tony choisit une carrière dans le show business et obtint une place de chanteur au P.T. Barnum's Scudder's American Museum,. Pendant plusieurs années il va travailler dans des revues de troubadour, dans le monde du cirque et aussi comme chanteur comique dans des revues de variété. Il s'est établi comme compositeur de chansons populaires pendant une période de quatre ans dans un bar situé au 444 Broadway dans le quartier de Bowery. Pastor publia Songsters qui étaient des livres de chants de sa composition souvent repris dans des airs populaires. La musique n'était pas accompagnée de notes car il supposait que son auditoire connaissait déjà les airs des chansons populaires. Les thèmes de sa musique pouvait choquer un public néophyte mais les thèmes étaient plus des thèmes paillards et humoristiques que des thèmes révolutionnaires.
En 1881, il ouvre le Tammany Hall Theater , surnommé également le Tony Pastor’s Music House,.
Tony Pastor repose au Evergreens Cemetery de Brooklyn.

## Musique
Pastor a écrit plusieurs chansons qui ont négativement dépeint les stéréotypes ethniques, tel que The Contraband's Adventures qui racontait l'histoire d'un esclave affranchi. Après que l'esclave fut libéré par les soldats de l'union, celui-ci assiste à une réunion anti-esclavagiste où les abolitionnistes essayent de décolorer sa peau. L'esclave conclut par un chant demandant aux blancs d'apprécier les noirs tels qu'ils sont.
Dans une autre chanson intitulée The Upper and Lower Ten Thousand, il essaya également d'unir les classes moyennes avec les classes défavorisées.